# Všeměry
Všeměry jsou malá vesnice, část městyse Přídolí v okrese Český Krumlov. Nachází se asi 5 km na jih od Přídolí. Je zde evidováno 12 adres.
Všeměry je také název katastrálního území o rozloze 1,51 km².
Název Všeměry je obsažen i v názvu sousedního katastrálního území Všeměry-Zátoň, které však jako část Zátoň přísluší k městu Větřní. 

## Historie
První písemná zmínka o vesnici pochází z roku 1557.
V letech 1869  a 1900–1910 je vesnice uváděna pod názvem Schömern, v letech 1880–1890 pod názvem Zvoz, od roku 1950 se uvádí pod názvem Všeměry.
Minimálně v letech 1869–1930 jsou Všeměry uváděny jako část obce Lověšice, v roce 1950 jako část obce Svéráz, později se jako část obce neuváději, od 22. listopadu 2001 jsou částí obce Přídolí.